# Carel de Vos van Steenwijk
Carel de Vos van Steenwijk, né le 11 mars 1759 à Vollenhove et mort le 2 janvier 1830 à Zwolle, est un homme politique et diplomate néerlandais.

## Biographie
Les De Vos van Steenwijk sont une riche famille de la noblesse d'Overijssel. Son père, Jan Arent Godert de Vos van Steenwijk, a été représentant aux États généraux des Provinces-Unies et landdrost de Vollenhove et Kuinre. Il est le frère de Godert Willem et Jan Arend de Vos van Steenwijk ; tous les trois joueront un rôle dans la Révolution batave.
Ardent patriote, il est le secrétaire de Pieter Johan van Berckel, premier ambassadeur néerlandais aux États-Unis, du 26 juin 1783 au 8 juillet 1784. De 1785 à 1787, il est intendant des domaines de Drenthe et membre de la diète de la région. Il est également colonel de l'exercitiegenootschap du village de De Wijk. Après l'échec de la Révolution batave, il démissionne de toutes ses fonctions.
La Révolution reprend au début de l'année 1795, lorsque les patriotes s'insurgent dans toutes les Provinces-Unies avec l'appui des troupes françaises du général Pichegru. Le stathouder Guillaume V d'Orange s'exile le 19 janvier, laissant la place à la République batave. Le 7 février, Carel de Vos van Steenwijk crée le comité révolutionnaire de Drenthe qui devient dès le 16 l'assemblée provisoire de Drenthe, dont il est élu président. Fédéraliste, il joue un rôle prépondérant dans l'obtention du statut de province par la Drenthe, qui n'était jusqu'alors qu'un pays de la Généralité. Le 27 janvier 1796, il est élu député de Meppel à la première assemblée nationale batave. Il est désigné pour siéger au comité chargé de préparer la nouvelle constitution. Il préside l'assemblée du 6 au 20 février 1797 et est réélu an août 1797. Le 22 janvier 1798, un coup d'État unitariste chasse les fédéralistes de l'assemblée. De Vos van Steenwijk est emprisonné à la Huis ten Bosch jusqu'au 10 juillet, après qu'un nouveau coup d'État a renversé les unitaristes le 12 juin.
Il reste sans activité jusqu'en 1802. Le 4 juin, il intègre brièvement le conseil général du département de l'Overijssel avant d'être désigné ambassadeur à Paris le 14 septembre. À son retour, en 1804, il est nommé représentant de la Drenthe au Corps législatif de la République batave. Du 4 au 18 juin 1806, De Vos assure par intérim la fonction de grand pensionnaire, avant l'arrivée de Louis Bonaparte, nouveau roi de Hollande. Après l'annexion de la Hollande à la France en 1811, il est nommé député des Bouches-de-l'Yssel au Corps législatif de l'Empire français. Il siège également au syndicat de Hollande, chargé de gérer les dettes de l'ancien royaume.
En 1814, après l'abdication de Napoléon Ier, De Vos van Steenwijk entre aux États d'Overijssel puis à la première chambre des États généraux du royaume des Pays-Bas, de 1816 à sa mort.

## Titres et décorations
- Commandant de l'ordre de l'Union, 16 février, 1807
- Commandeur de l'ordre de la Réunion, 29 février, 1812
- Baron de l'Empire, 1810
- Jonkheer, 28 août, 1814
- Baron - 11 mars, 1821
- Seigneur de Dikninge et Hogerhof